# Egervár
Egervár ist eine ungarische Gemeinde im Kreis Zalaegerszeg im Komitat Zala.

## Geografische Lage
Die Gemeinde liegt 10 Kilometer nördlich des Zentrums des  Komitatssitzes und der Kreisstadt Zalaegerszeg. Nachbargemeinden sind Lakhegy, Gősfa, Vasboldogasszony, Zalaszentlőrinc und Nagypáli.

## Geschichte
Im Jahr 1913 gab es in der damaligen Kleingemeinde 56 Häuser und 450 Einwohner auf einer Fläche von 1441 Katastraljochen. Sie gehörte zu dieser Zeit zum Bezirk Vasvár im Komitat Vas.

## Burgschloss Egervár

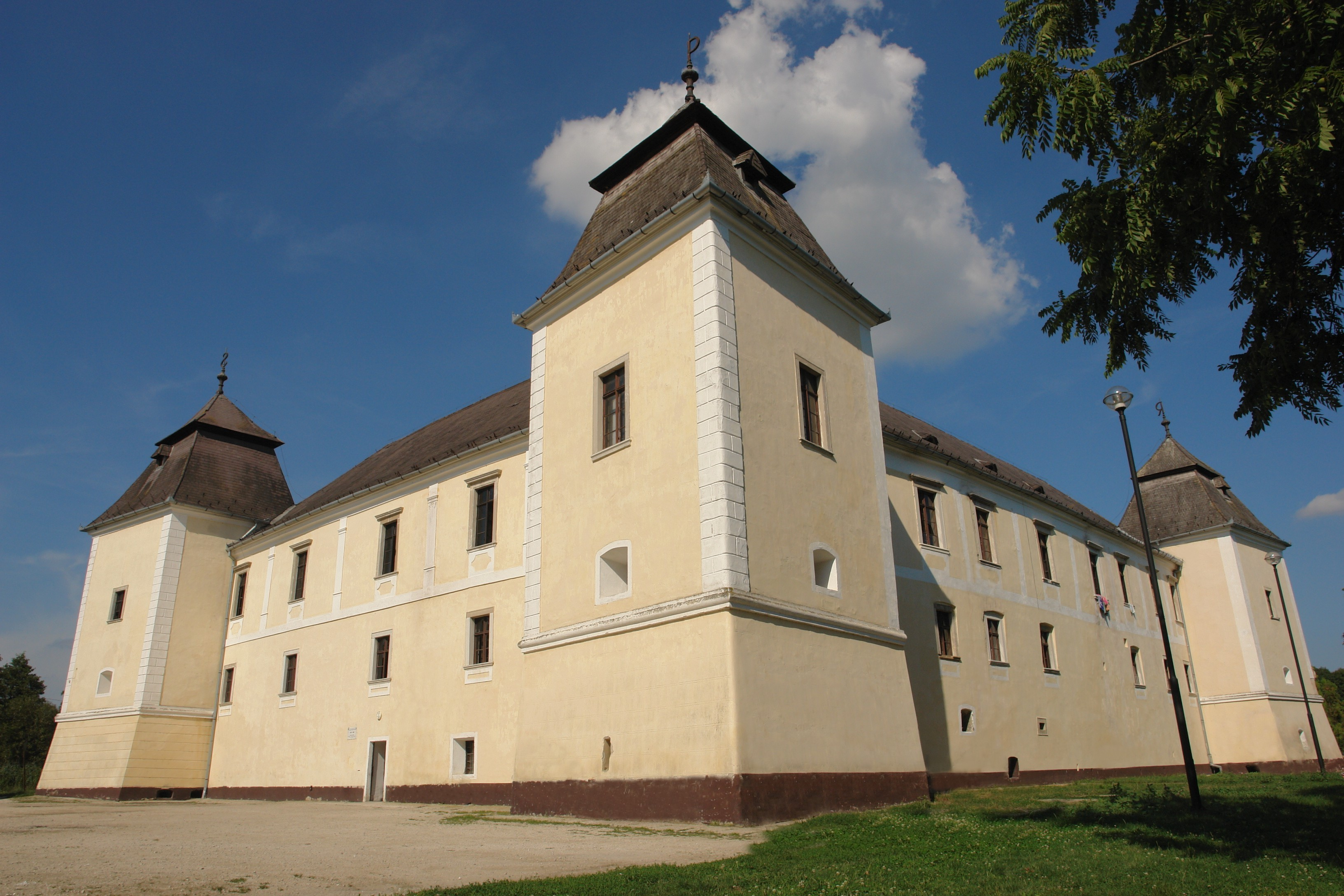
Egervári Várkastély

Der Namensbestandteil vár heißt auf Ungarisch Burg oder Festung und verweist auf das Schloss, welches dem Ort sein Gepräge gibt. Im 13. Jahrhundert, nach dem Mongolensturm von 1241, wurde an dieser Stelle eine Grenzfeste errichtet, der sogenannter Ritterberg. In der Folge entstand ein Burgkastell, welches in der Renaissance – zwischen 1539 und 1569 – seine heutige Form erhielt. Das Schloss wurde im 17. Jahrhundert von den Türken erobert und 1664 von ihnen in Brand gesteckt. Im Jahr 1676 gelangte es unter Herrschaft der Széchenyis, die es 1712/13 im barocken Stil umbauen ließen und Hofarkaden im barocken Stil hinzufügten. Das Schloss stand auch lange im Besitz des Hauses Nádasdy, gehört heute dem ungarischen Staat und wird Nádasdy-Szécheny Burg von Egervár genannt. Es wurde zu Beginn des 21. Jahrhunderts mit Hilfe von EU-Regionalfördermitteln grundlegend renoviert und kann besichtigt werden. Im südöstlichen Turmzimmer berichtet eine Ausstellung über die Geschichte des Schlosses. 2015 wurden 23.000 Besucher verzeichnet. Außerdem beherbergt das Schloss ein Gästehaus.
Seit Mitte der 1970er Jahre wird der Schlosshof für Theateraufführungen und Konzerte genutzt – unter dem Titel Egervári Esték, Abende auf Egervár. Die Infrastruktur wurde schrittweise ausgebaut, seit dem Jahr 2000 ist der Zuschauerraum mit einem Zelt überdacht. Der Hof bietet Platz für 450 Zuschauer.

## Kirche
Egervár verfügt über eine einschiffige Kirche (Pfarrkirche St. Katharina) aus der Zeit der Spätgotik. Die Errichtung begann auf Anweisung von László Egervári 1475 und zog sich bis 1511 hin. Das Gotteshaus, lange unter der Ägide der Franziskaner, verfügt über einen quadratischen Turm an der Nordseite des Chors. Die Länge des Kirchenschiffes beträgt mehr als 40 Meter. Während der Türkenzeit wurde die Kirche stark beschädigt. Im Jahr 1758 wurde sie barock umgestaltet. Umfassende Renovierungen fanden in den 1970er und in den 1990er Jahren statt.

## Stolpersteine
Im Jahr 2017 verlegte der Kölner Künstler Gunter Demnig drei Stolpersteine zum Gedenken an die Familie Gottlieb, ermordet in Auschwitz.

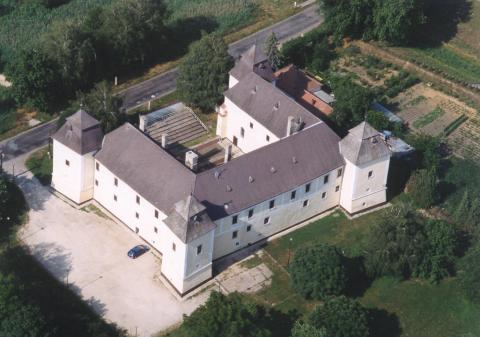
Luftbild des Schlosses
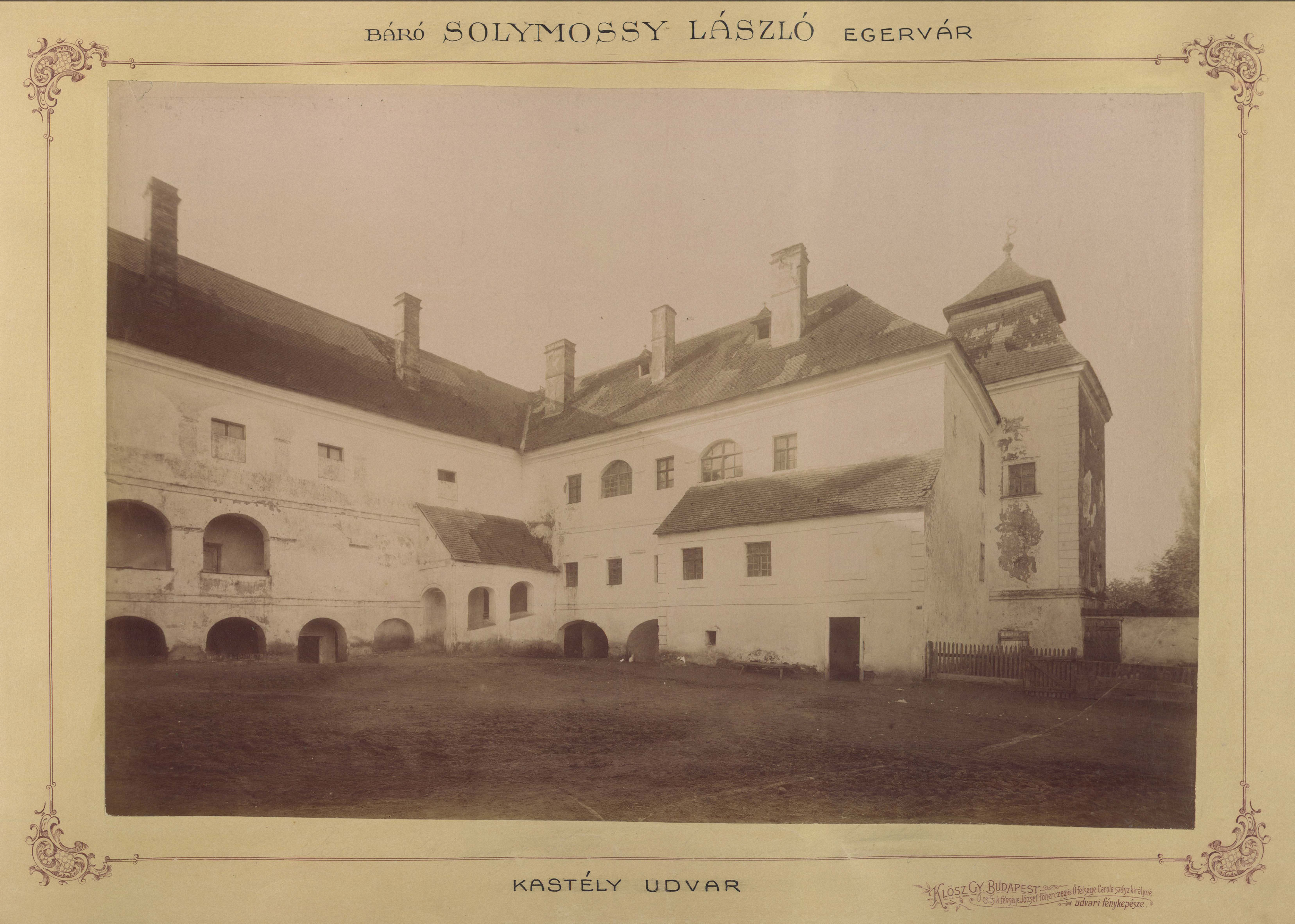
Historische Ansicht aus den 1890er Jahren
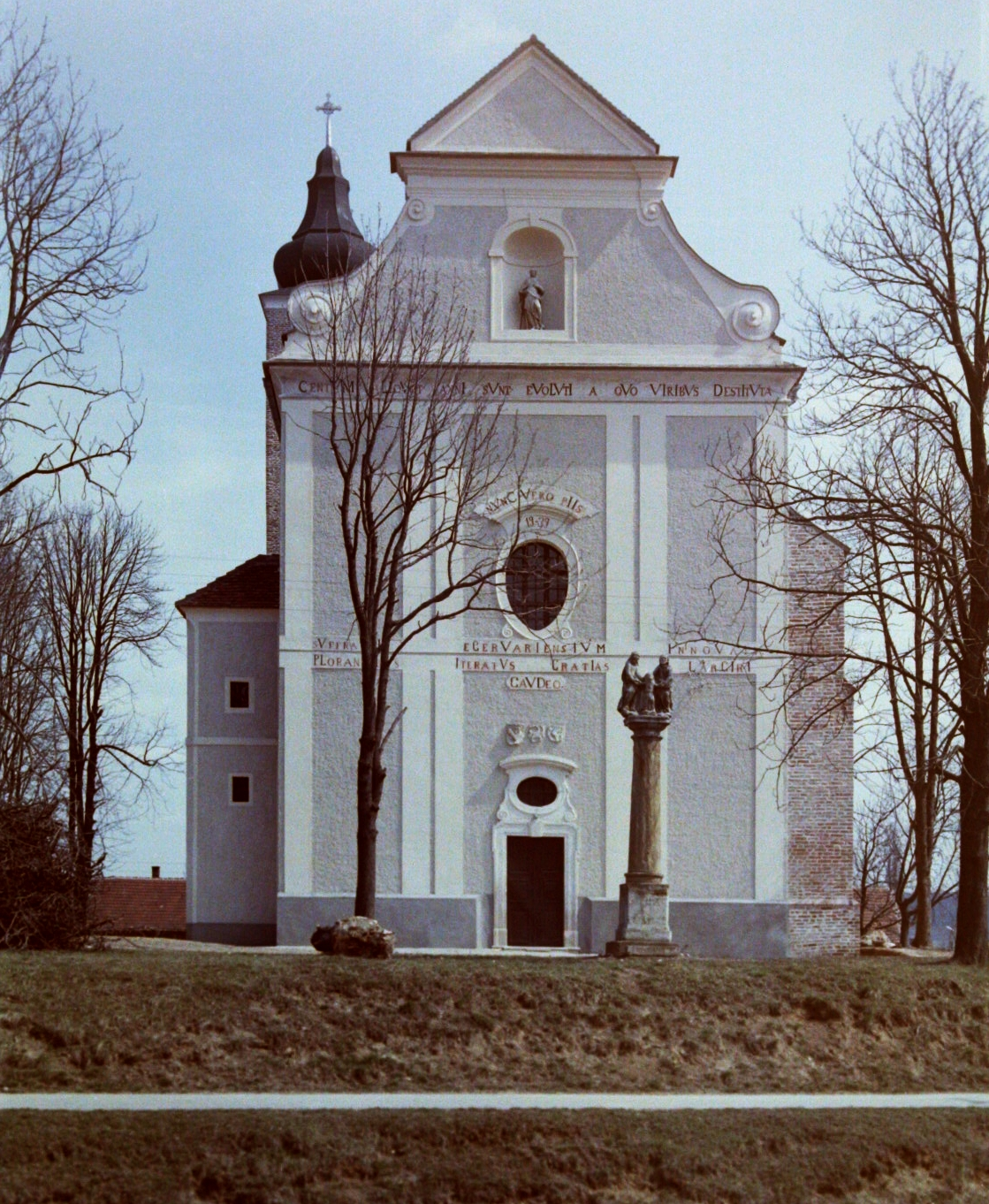
Kirchenfassade
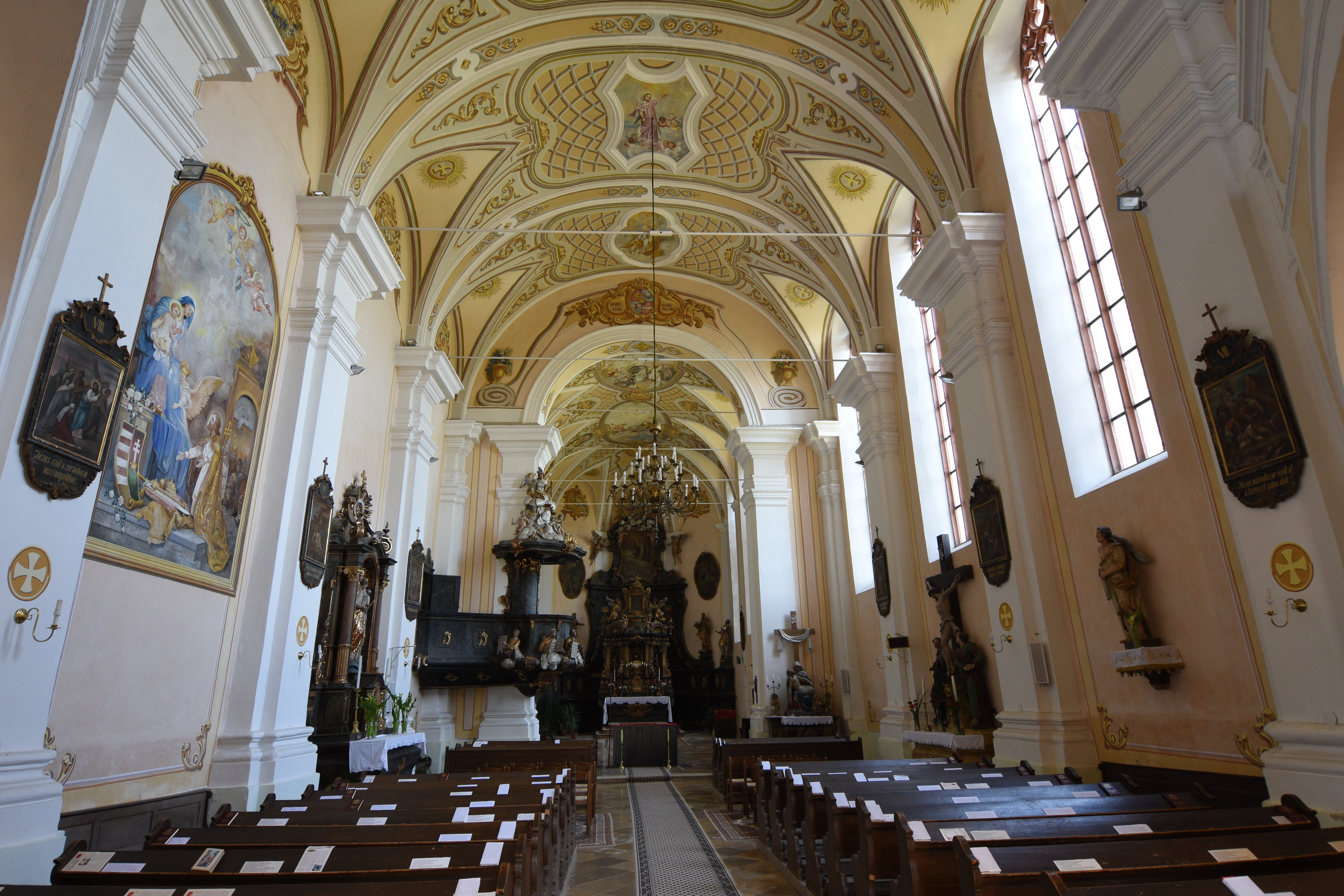
Kircheninnenraum
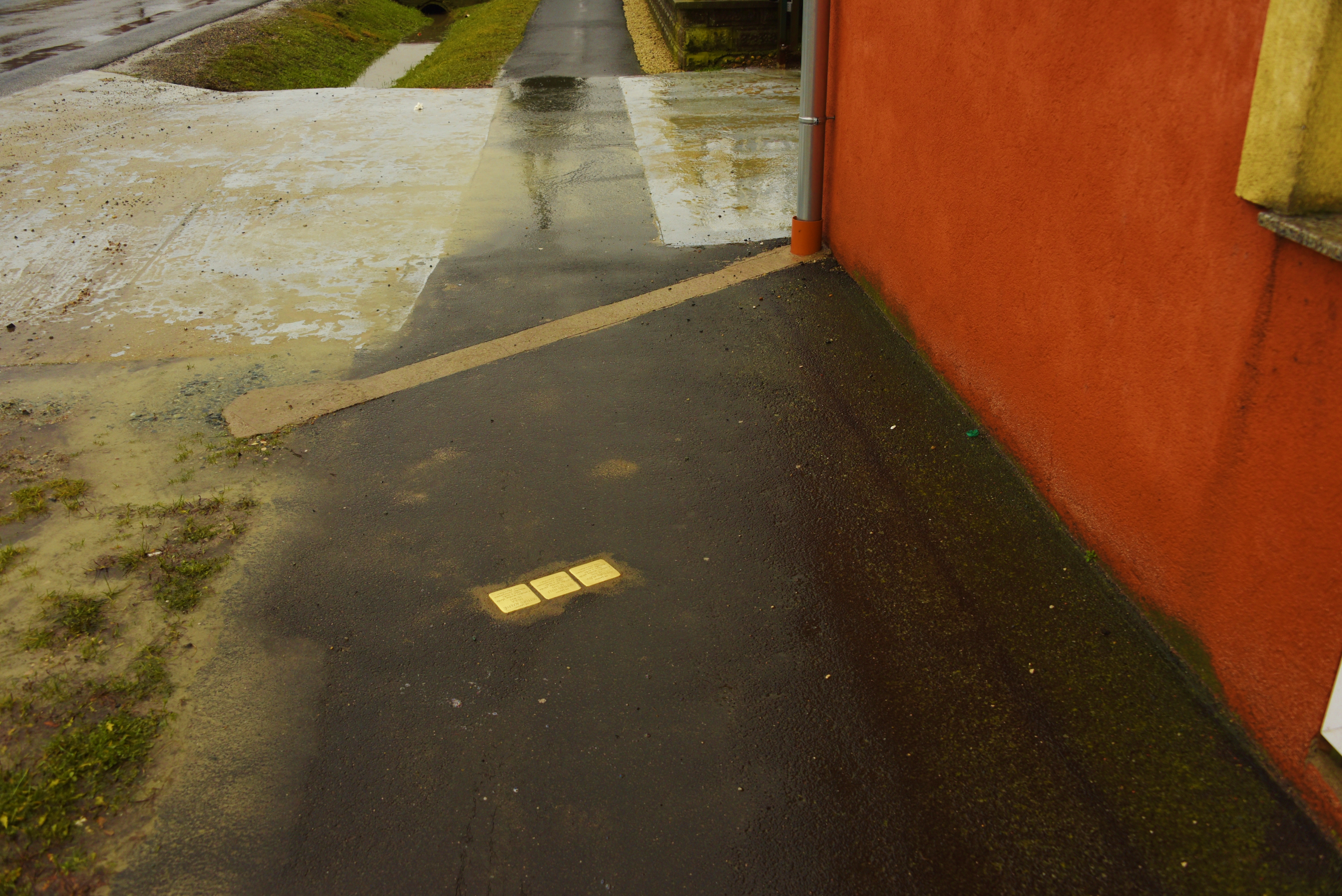
Stolpersteine

## Verkehr
Durch Egervár verläuft die Hauptstraße Nr. 74 von Vasvár nach Nagykanizsa. Der Bahnhof Egervár-Vasboldogasszony liegt an der Eisenbahnstrecke von Szombathely nach Nagykanizsa.